# ナポリの物語
『ナポリの物語』はイタリアの作家エレナ・フェッランテによる小説四部作であり、日本では飯田亮介により翻訳されて早川書房から出版されている。『リラとわたし』(2012)、『新しい名前』(2013)、『逃げる者と留まる者』(2014)、『失われた女の子』(2015)からなり、日本では2017年から2019年にかけて出版されている。シリーズは二人の女性の人生を描く 。インタビューで、著者はシリーズは長さの都合から便宜上4分割された一冊の本であると語っている。シリーズは40以上の国で1000万部以上を売り上げた。
シリーズは二人の聡明な女性を、少女期から青年期を経て老年期まで追いかける。レヌーとも呼ばれるエレナ・グレーコと、リナ、あるいはリラと呼ばれるラッファエッラ・チェルッロは1950年代のナポリの下町の貧しく暴力的な地区で育ち、濃厚な人間関係の中で互いに友情と嫉妬を抱きながら人生を切り開く 。シリーズはエレナ・グレーコの視点から語られる。
小説シリーズに基づいて2018年から放送されているテレビドラマシリーズについても記述する。

## あらすじ

### リラとわたし
2010年、60代の女性のエレナは古い友人リラの息子リーノから電話を受ける。ナポリに住むリラは突然姿を消し、あらゆるものを持ち去るか処分している。エレナはリラの失踪が自発的なものだと考え、彼女について覚えていることを、二人が小学校に通う1950年代のナポリから書き始める。
少女時代の二人は貧困と暴力のはびこるナポリの下町地区で育つ。当時、女は小学校以上の教育を期待されないが、聡明で勤勉なエレナは小学校の女教師の目に留まる。反抗的なリラは自ら読み書きを覚え、やすやすとクラスで最高の成績をおさめる。エレナはリラに怖れと憧れを抱くようになり、リラの書いた物語に強い印象を受ける。エレナは教師の忠告を無視してリラと付き合い、リラについていくために勉学に励む。ある日、リラはエレナの人形を高利貸しのカッラッチ家の地下室に投げ込み、勇気を証明したいエレナも仕返しにリナの人形を投げ込む。人形を取り戻そうとするリナはカッラッチ家に忍び込み、エレナも後を追うが二人とも人形を取り戻すことはできない。その後、ドン・カッラッチが殺されて貧しい家具職人アルフレード・ぺルーゾが犯人として逮捕されるが、リラは地区のマフィアであるソラーラ家が罪を着せたと信じる。
二人は小学校を卒業し、別々の道を歩み始める。リラの父親は中学校に行くことを許さないが、エレナの父親は教師に説得され、嫉妬深い母親の反対を押し切って娘を中学校に行かせる。リラも密かに中学の試験を受けるが、怒った父親によって窓から投げ落とされる。リラはエレナに学校をさぼらせようとするが、エレナは、自分に置きざりにされることがリラには苦痛であることを理解して許す。エレナは中学、次に高校に進み、リラは決して勉強をやめないようエレナを叱咤し、密かに自分も勉強を続ける。
リラは父の靴屋で働く。父の反対にめげず、リラは新しいタイプの靴を作り金持ちになることを夢見る。やがてリラは美しい娘に育って近所の男たちの目を引き、地区のカモッラと呼ばれるマフィアの指導者の息子であるマルチェッロ・ソラーラの目にとまる。家族からマルチェッロと結婚するよう圧力を受けるが、リラはマルチェッロを悪人とみなして避ける。マルチェッロから逃げるため、殺された高利貸しの息子で食料品店主のステファノ・カッラッチと結婚する。ステファノはリラの兄リーノの靴ビジネスを資金援助すると約束し、リラの家族も承諾してリラは16歳で結婚する。エレナは自動車修理工のアントニオ・カップッチョとつきあうが、彼の粗野な振る舞いが原因となって別れる。ステファノは結婚式にソラーラ兄弟を招き、リラと兄が作った大事な靴を兄弟に売ることでリラを裏切る。リラは別れることを考え始める。

### 新しい名字
リラは夫となったステファノに愛情を抱かなくなり、結婚生活は冷たいものになる。ソラーラ家は次第にリーノの靴のビジネスを乗っ取り、リラは嫌々ながらも靴店を手助けせざるを得なくなる。リラの兄リーノはステファノの妹ピヌッチャと結婚する。
リラが様々な方法で反抗するにつれ、実家と婚家はリラが妊娠しないことを心配し始める。医者はストレスのせいだと診断して休暇を勧める。リラは義理の母と妹だけと暮らすことを嫌がり、エレナを誘う。学校でよい成績をおさめ、ニーノ・サッラトーレに恋をしていたエレナは、ニーノに会えるであろうリゾートに行く条件で承諾する。だがニーノはエレナに興味を持たず、リラと恋に落ち、二人はエレナをアリバイに使って不倫関係を始める。寂しさのあまり、エレナはニーノの父親のドナート・サッラトーレの誘いに乗って処女を捧げる。
休暇が終わり、妊娠したリラはニーノと暮らし始める。だがニーノはリラの知性に倦んで出て行き、リラは夫ステファノのもとに戻る。出産したリラは幼児教育が重要であるという考えにとりつかれ、息子に読み書きを教え始める。ステファノがアーダ・カップッチョと浮気をしていることを知り、リラは家を出て行く。幼馴染で自分を守ると誓ったエンツォとともに地区を出て小さな部屋に住み始める。
エレナは高校を卒業し、ピサの大学で無料で教育を受けられると聞いて試験に合格する。貧しい生まれのために苦労し、裕福な家の出のフランコと付き合った後、学者一家の生まれで、不器用だが知的なピエトロ・アイロータに出会う。卒業後、エレナはピエトロのプロポーズを承諾する。卒業前、エレナは自分の体験をもとにし、ドナート・サラトーレに処女を捧げた夜の出来事を含む小説を書き、ピエトロに捧げる。ピエトロの母親で文芸評論家のアデーレが出版社に持ち込んで本になる。小説が売れてエレナは有名となる。だが故郷の人々は小説内の性的な描写だけを話題にし、リラでさえ興味を持たない。

### 逃れる者と留まる者
結婚前、エレナは故郷でリラに会い、ニーノの友人ブルーノの経営するソーセージ工場で働き酷い目に遭っていることを知る。リラはエンツォを愛するようになり、二人はコンピューターのプログラミングを学んでいる。だがリラは再び妊娠することを恐れ、エンツォとの性生活を拒否する。エレナがピルを手に入れてやり、リラは初めてエンツォと性交する。一方、二冊目の本まで子供を持ちたくなかったエレナは意図せず妊娠し長女デデ(アデーレ)をもうける。数年がたち、エレナは次女エルサを持つ前に二冊目の本を書き上げるが、リラと義母アデーレに酷評される。エレナは原稿を捨てて妻と母の役割に専念する。
エレナは、学者となり夫ピエトロの友人となっていたニーノに再会する。ニーノに刺激を受けたエレナはフェミニスト的な文章を書き、義母アデーレも気に入る。エレナとニーノは不倫関係を始め、エレナは自分の結婚生活が不幸であることに気づいて別れを決意する。
エレナはリラにこれを打ち明ける。リラは自分の息子がニーノの種だと信じていたが、実はステファノの子であると知り、ニーノを空虚な男だと蔑む。リラとエンツォはコンピューター技術者として高給を得るようになっている。リラに強く執着するミケーレ・ソラーラは法外な高給でリラを引き抜く。エレナの妹エリーザはマルチェッロ・ソラーラと暮らし始めている。

### 失われた女の子
数か月に及ぶ葛藤の後、エレナはピエトロと別れる。しかし、エレナはリラからニーノが妻と別れると言う約束を守っていないことを聞かされる。エレナはあるがままの彼を受け入れ、娘たちと共にナポリに引っ越しニーノと付き合い続ける。エレナがニーノの子を身ごもると同時にリラはエンツォの子を身ごもり、二人はほぼ同じ時期に娘を出産する。リラは娘をエレナの失くした人形と同じくティーナと名付け、エレナは娘を母と同じくインマと名付ける。エレナは三人の娘の子育てに苦闘する。ある日、エレナはニーノが家政婦とセックスをしているところを目撃し、リラからニーノが今でも多くの女と情を通じていると聞く。エレナはついにニーノに愛想をつかして別れることを決める。
混乱の中、エレナは出版社から前金をもらって約束した三冊目の本を書けず、次女を身ごもっていた時に子供時代のことを書いた原稿を苦し紛れに送る。だが出版社は原稿を大いに気に入る。エレナは娘たちを連れて地区に戻り、リラのアパートの上の部屋に引っ越す。エレナは地区の多くの変化に気づく。エレナの弟たちはソラーラ家の下でドラッグを売っている。リラはソラーラ家に対抗できる救世主として尊敬を集め、コンピューターの会社に幼馴染たちを雇い、ドラッグから人々を救っている。
エレナの本が成功し、新聞記事がモデルとなったソラーラ家の違法行為を取り上げる。ソラーラ家はエレナの同級生のカルメン・ぺルーゾを使ってエレナを訴える。ミケーレがリラに怪我を負わせると、リラはソラーラ家の違法行為の証拠文書をエレナに見せ、二人はソラーラ家の犯罪を暴く記事を書く。だが記事はソラーラ家に影響を及ぼさず、エレナがより有名になっただけに終わり、リラは失望する。
その直後、エレナは不安な少女期を送るインマのため、ニーノに父親の役割を果たすよう求める。エレナとリラの一家が出かけた時、ティーナが失踪する。エンツォはソラーラ家の仕業だと信じ、リラはティーナが生きており、いつの日か戻ってくると信じ続ける。
ティーナの失踪によりリラは絶望し、エレナとの間に溝が広がる。地区の治安は悪化し、ソラーラ兄弟は殺される。エレナの長女デデと次女エルサはリラの息子のリーノを巡ってもめた挙句、父ピエトロが住むようになったボストンに留学する。ニーノは政治家となる。エレナはインマと共にトリノに移る。エンツォもまたリラと別れてナポリを出る。リラはナポリの歴史に固執するようになる。時が流れ、インマがパリに住むようになり、残されたエレナはついにリラとの友情の物語を出版する。リラはすべてを捨てて失踪し、行方不明となる。エレナは、子供の頃二人が失くした人形の小包を受け取る。

## テーマ
シリーズでは、女性の友情、環境に影響される人生、性、嫉妬、競争、子でありかつ母であることのアンビバレンス、暴力的な環境での子供の知的成長、階層間の対立、文学の社会的な役割、文筆家の社会的責任、1970年代の女性の環境変化、コンピューター時代の到来、1970年代のイタリアの労働争議などのテーマが描かれる。

## 評価
2019年、イギリスの大手新聞のガーディアンは『リラとわたし』を2000年以降の最良図書の11位に挙げた。シリーズはニューヨーク・マガジンのサイト”Vulture”によって2000年以降の12の新古典の一つに挙げられた。

## 登場人物

### チェルッロ家
- ラッファエッラ(リラまたはリナ)・チェルッロ、主人公の一人
  - リーノ (ステファノ・カッラッチとの間の息子)
  - ティーナ (エンツォとの間の娘)
- フェルナンド・チェルッロ (リナの父、靴職人)
- ヌンツィア・チェルッロ(リナの母)
- リーノ・チェルッロ(リナの兄、靴職人)
- リラの弟妹たち

### グレーコ家
- エレナ(レヌー)・グレーコ、主人公の一人
  - アデーレ(デデ)・アイロータ  (ピエトロとの間の娘)
  - エルサ・アイロータ(ピエトロとの間の娘)
  - インマ・サッラトーレ (ニーノとの間の娘)
- ヴィットリオ・グレーコ (エレナの父、市役所の受付)
- インマコラータ・グレーコ(エレナの母)
- エリーザ(エレナの妹、後にマルチェッロ・ソラーラの妻)
- ペッペ、ジャンニ(エレナの弟たち)

### カッラッチ家
- ドン・アキッレ・カッラッチ (食料店主で高利貸し)
- マリア・カッラッチ (ドンの妻)
- ステファノ・カッラッチ (ドンとマリアの息子、リラの最初の夫)
- ピヌッチャ・カッラッチ(ステファノの妹、リラの兄リーノの妻となる)
- アルフォンソ・カッラッチ(ピヌッチャの弟でエレナ、リナと同年齢、マリーザ・サッラトーレの夫となる)

### ぺルーゾ家
- アルフレード・ぺルーゾ (家具職人、ドン・アキッレ・カッラッチ殺害で逮捕され、刑務所で死亡)
- ジュセッピーナ・ぺルーゾ (アルフレードの妻、後に自殺)
- パスクアーレ・ペルーゾ (長男、左翼活動家)
- カルメーラ(カルメン)・ぺルーゾ (パスクアーレの妹、エンツォ・スカンノと交際の後にガソリンスタンド経営者と結婚)
- その他の子供達

### カップッチョ家
- メリーナ・カップッチョ (近所の階段掃除婦、ドナート・サラトーレの元愛人、正気を失う)
- メリーナの夫 (原因不明の急死)
- アントニオ・カップッチョ (エレナの元恋人、自動車修理工)
- アーダ・カップッチョ (アントニオの妹、パスクアーレ・ペルーゾとの交際の後、カッラッチ家の食料品店で働き、ステファノ・カッラッチの愛人となる)
- その他の子供達

### サッラトーレ家
- ドナート・サッラトーレ (鉄道員で詩人、メリーナ・カップッチョの愛人)
- リディア・サッラトーレ (ドナートの妻)
- ニーノ・サッラトーレ (二人の長男、エレナとリラの二歳年上、リラと不倫関係の後、エレオノーラと結婚して子をもうけた後、既婚のエレナと不倫関係となる、学者となり、後に政治家となる)
- マリーザ・サッラトーレ (ニーノの妹、エレナとリラと同い年、アルフォンソ・カッラッチの妻となりながらミケーレ・ソラーラの愛人となり二人の子をもうける)
- ピーノ、クレリア、チーロ (次男、次女、三男)

### スカンノ家
- ニコーラ・スカンノ(八百屋)
- アッスンタ・スカンノ (ニコーラの妻)
- エンツォ・スカンノ (二人の長男、長年カルメン・ペルーゾと交際の後、婚家を出たリラとその息子を保護する、後にコンピュータ実業家)
- その他の子供達

### ソラーラ家
(地区のマフィア)
- シルヴィオ・ソラーラ (バール菓子店の主人)
- マヌエーラ・ソラーラ (シルヴィオの妻、高利貸し)
- マルチェロ・ソラーラ (二人の長男、リラに執心したのち、エリーザ・グレコと結婚)
- ミケーレ・ソラーラ (マルチェロの弟、ジリオーラ・スパニュオロと結婚したのち、マリーザ・サッラトーレを愛人にする。リラに執着し続ける)

### スパニュオロ家
- スパニュオロ氏 (バール菓子店の菓子職人)
- ローザ・スパニュオロ夫人 (その妻)
- ジリオーラ・スパニュオロ (二人の長女、エレナとリラと同い年、ミケーレ・ソラーラと結婚)
- 弟

### アイロータ家
- グイド・アイロータ(ギリシャ古典文学教授)
- アデーレ・アイロータ (グイドの妻、文芸評論家)
- マリアローザ・アイロータ (二人の娘、ミラノ在住の美術史教授)
- ピエルト・アイロータ (マリアローザの弟、大学教授、エレナの夫)

### 教師たち
- フェッラーロ (司書で小学校教師、男性)
- オリヴィエロ(小学校教師、女性)
  - ネッラ・インカルド (その従姉妹)
- ジェラーチェ (ジンナジオ教師、男性)
- ガリアーニ (高校教師、女性)
  - アルマンド (その息子、医師)
  - ナディア (その娘、ニーノの元恋人、後にパスクアーレ・ペルーゾの恋人)

### その他
- ジーノ (薬局の息子、エレナの最初のボーイフレンド、地区のファシストのボス)
- ブルーノ・ソッカーヴォ (ニーノ・サッラトーレの友人、食肉工場経営者)
- フランコ・マーリ (エレナの大学時代の恋人)
- シルヴィア (政治活動家、ニーノ・サッラトーレと交際し子をなす)

## 演劇
本シリーズを原作とし、2部構成で計5時間半にわたる舞台My Brilliant Friendがローズ・シアターで2017年3月に上演された、二―ヴ・キューザックがレヌーを演じ、キャサリン・マコーマックがリラを演じた。2019年11月からはロイヤル・ナショナル・シアターで同じスタッフとキャストで上演されている。

## テレビドラマシリーズ
2017年3月30日、HBOとRai 1が『リラとわたし』を原作とした8話のシリーズを放送すると発表した。イタリアおよびアメリカでは『リラとわたし』に基づくシーズン1が2018年に放送された。脚本には原作者のエレナ・フェッランテも名を連ねた。
2020年2月にはイタリアで、同年3月にはアメリカで『新しい名字』に基づくシーズン2が放送された。
2022年2月にはイタリアおよびアメリカで『逃げる者と留まる者』に基づくシーズン3が放送された。

### エピソード

#### シーズン1:My Brilliant Friendのエピソード
| 通算 話数 | シーズン 話数 | タイトル                                  | 監督             | 脚本                                                                                | 放送日                                      | アメリカ/イタリア視聴者数 (百万人) |
| --------- | ------------- | ----------------------------------------- | ---------------- | ----------------------------------------------------------------------------------- | ------------------------------------------- | ---------------------------------- |
| 1         | 1             | "The Dolls" "Le bambole"                  | Saverio Costanzo | エレナ・フェッランテ, フランチェスコ・ピッコロ, Laura Paolucci and Saverio Costanzo | 2018年11月18日 (HBO) 2018年11月27日 (Rai 1) | 0.242 and 7.458                    |
| 2         | 2             | "The Money" "I soldi"                     | Saverio Costanzo | エレナ・フェッランテ,フランチェスコ・ピッコロ, Laura Paolucci and Saverio Costanzo  | 2018年11月19日 (HBO) 2018年11月27日 (Rai 1) | 0.128 and 6.729                    |
| 3         | 3             | "Metamorphoses" "Le metamorfosi"          | Saverio Costanzo | エレナ・フェッランテ,フランチェスコ・ピッコロ, Laura Paolucci and Saverio Costanzo  | 2018年11月25日 (HBO) 2018年12月4日 (Rai 1)  | 0.244 and 7.302                    |
| 4         | 4             | "Dissolving Boundaries" "La smarginatura" | Saverio Costanzo | エレナ・フェッランテ,フランチェスコ・ピッコロ, Laura Paolucci and Saverio Costanzo  | 2018年11月26日 (HBO) 2018年12月4日 (Rai 1)  | 0.151 and 6.725                    |
| 5         | 5             | "The Shoes" "Le scarpe"                   | Saverio Costanzo | エレナ・フェッランテ,フランチェスコ・ピッコロ, Laura Paolucci and Saverio Costanzo  | 2018年12月2日 (HBO) 2018年12月11日 (Rai 1)  | 0.291 and 6.699                    |
| 6         | 6             | "The Island" "L'isola"                    | Saverio Costanzo | エレナ・フェッランテ,フランチェスコ・ピッコロ, Laura Paolucci and Saverio Costanzo  | 2018年12月3日 (HBO) 2018年12月11日 (Rai 1)  | 0.210 and 6.699                    |
| 7         | 7             | "The Fiancés" "I fidanzati"               | Saverio Costanzo | エレナ・フェッランテ,フランチェスコ・ピッコロ, Laura Paolucci and Saverio Costanzo  | 2018年12月9日 (HBO) 2018年12月18日 (Rai 1)  | 0.318 and 6.974                    |
| 8         | 8             | "The Promise" "La promessa"               | Saverio Costanzo | エレナ・フェッランテ,フランチェスコ・ピッコロ, Laura Paolucci and Saverio Costanzo  | 2018年12月10日 (HBO) 2018年12月18日 (Rai 1) | 0.228 and 6.620                    |

#### シーズン2:The Story of a New Nameのエピソード
| 通算 話数 | シーズン 話数 | タイトル                          | 監督             | 脚本                                                                                | 放送日                                    | アメリカ/イタリア視聴者数 (百万人) |
| --------- | ------------- | --------------------------------- | ---------------- | ----------------------------------------------------------------------------------- | ----------------------------------------- | ---------------------------------- |
| 9         | 1             | "The New Name" "Il nuovo cognome" | Saverio Costanzo | エレナ・フェッランテ, フランチェスコ・ピッコロ, Laura Paolucci and Saverio Costanzo | 2020年2月10日 (Rai 1) 2020年3月16日 (HBO) | 0.148 and 7.099                    |
| 10        | 2             | "The Body" "Il corpo"             | Saverio Costanzo | エレナ・フェッランテ,フランチェスコ・ピッコロ, Laura Paolucci and Saverio Costanzo  | 2020年2月10日 (Rai 1) 2020年3月23日 (HBO) | 0.147 and 6.452                    |
| 11        | 3             | "Erasure" "Scancellare"           | Saverio Costanzo | エレナ・フェッランテ,フランチェスコ・ピッコロ, Laura Paolucci and Saverio Costanzo  | 2020年2月17日 (Rai 1) 2020年3月30日 (HBO) | 0.120 and 6.842                    |
| 12        | 4             | "The Kiss" "Il bacio"             | Alice Rohrwacher | エレナ・フェッランテ,フランチェスコ・ピッコロ, Laura Paolucci and Saverio Costanzo  | 2020年2月17日 (Rai 1 2020年4月6日 (HBO)   | 0.141 and 6.235                    |
| 13        | 5             | "The Betrayal" "Il tradimento"    | Alice Rohrwacher | エレナ・フェッランテ,フランチェスコ・ピッコロ, Laura Paolucci and Saverio Costanzo  | 2020年2月24日 (Rai 1) 2020年4月13日 (HBO) | 0.196 and 6.585                    |
| 14        | 6             | "Rage" "La rabbia"                | Saverio Costanzo | エレナ・フェッランテ,フランチェスコ・ピッコロ, Laura Paolucci and Saverio Costanzo  | 2020年2月24日 (Rai 1) 2020年4月20日 (HBO) | 0.134 and 6.053                    |
| 15        | 7             | "Ghosts" "I fantasmi"             | Saverio Costanzo | エレナ・フェッランテ,フランチェスコ・ピッコロ, Laura Paolucci and Saverio Costanzo  | 2020年3月2日 (Rai 1) 2020年4月27日 (HBO)  | 0.159 and 7.110                    |
| 16        | 8             | "The Blue Fairy" "La fata blu"    | Saverio Costanzo | エレナ・フェッランテ,フランチェスコ・ピッコロ, Laura Paolucci and Saverio Costanzo  | 2020年3月2日 (Rai 1) 2020年5月4日 (HBO)   | 0.130 and 6.757                    |

#### シーズン3:Those Who Leave and Those Who Stay(2022)
| 通算 話数 | シーズン 話数 | タイトル                                                 | 監督             | 脚本                                                                             | 放送日                                    | U.S./Italy視聴者数 (百万人) |
| --------- | ------------- | -------------------------------------------------------- | ---------------- | -------------------------------------------------------------------------------- | ----------------------------------------- | --------------------------- |
| 17        | 1             | "Indecencies" "Sconcezze"                                | Daniele Luchetti | エレナ・フェッランテ, フランチェスコ・ピッコロ, Laura Paolucci, Saverio Costanzo | 2022年2月6日 (Rai 1) 2022年2月28日 (HBO)  | 0.130 / 4.837               |
| 18        | 2             | "The Fever" "La febbre"                                  | Daniele Luchetti | エレナ・フェッランテ, フランチェスコ・ピッコロ, Laura Paolucci, Saverio Costanzo | 2022年2月6日 (Rai 1) 2022年3月7日 (HBO)   | 0.149 / 4.475               |
| 19        | 3             | "The Treatment" "La cura"                                | Daniele Luchetti | エレナ・フェッランテ, フランチェスコ・ピッコロ, Laura Paolucci ,Saverio Costanzo | 2022年2月13日 (Rai 1) 2022年3月14日 (HBO) | 0.124 / 4.940               |
| 20        | 4             | "Cold War" "Guerra fredda"                               | Daniele Luchetti | エレナ・フェッランテ, フランチェスコ・ピッコロ, Laura Paolucci ,Saverio Costanzo | 2022年2月13日 (Rai 1) 2022年3月21日 (HBO) | 0.141 / 4.753               |
| 21        | 5             | "Terror" "Terrore"                                       | Daniele Luchetti | エレナ・フェッランテ, フランチェスコ・ピッコロ, Laura Paolucci ,Saverio Costanzo | 2022年2月20日 (Rai 1) 2022年3月28日 (HBO) | 0.077 / 4.669               |
| 22        | 6             | "Becoming" "Diventare"                                   | Daniele Luchetti | エレナ・フェッランテ, フランチェスコ・ピッコロ, Laura Paolucci ,Saverio Costanzo | 2022年2月20日 (Rai 1) 2022年4月4日 (HBO)  | 0.049 / 4.589               |
| 23        | 7             | "Try Again" "Ancora tu"                                  | Daniele Luchetti | エレナ・フェッランテ, フランチェスコ・ピッコロ, Laura Paolucci ,Saverio Costanzo | 2022年2月27日 (Rai 1) 2022年4月11日 (HBO) | 0.108 / 4.294               |
| 24        | 8             | "Those Who Leave, Those Who Stay" "Chi fugge, chi resta" | Daniele Luchetti | エレナ・フェッランテ, フランチェスコ・ピッコロ, Laura Paolucci ,Saverio Costanzo | 2022年2月27日 (Rai 1) 2022年4月18日 (HBO) | 0.074 / 4.112               |